# Trachionus ringens
Trachionus ringens är en stekelart som först beskrevs av Alexander Henry Haliday 1839.  Trachionus ringens ingår i släktet Trachionus och familjen bracksteklar. Arten är reproducerande i Sverige. Inga underarter finns listade i Catalogue of Life.